# Dominio público radioeléctrico (España)
El dominio público radioeléctrico o espacio radioeléctrico es el subconjunto de radiaciones electromagnéticas cuya frecuencia se ha fijado convencionalmente entre 9kHz y 3000GHz y cuyo uso se destina, principalmente, para servicios como la televisión, la telefonía, el acceso a Internet móvil y la radio por el espacio terrestre libre, tanto en emisiones digitales como analógicas.

## Administración pública del dominio público radioeléctrico
Lo determinante para identificar un bien de dominio público es individualizar un objeto susceptible de ser calificado como tal. Este sería el medio a través del cual se propagan las ondas radioeléctricas, es decir, el espacio o el vacío. Para corregir este aparente absurdo y como consecuencia también de que la normativa se aparta en la regulación sucesiva del dominio público radioeléctrico de la caracterización inmaterial, ciertos autores concluyen que lo que es objeto de demanialización son las ondas hertzianas o el espectro de frecuencias de ámbito nacional.
En cualquier caso, sea o no la técnica del dominio público la más adecuada para justificar la intervención administrativa en esta materia, lo cierto es que existen razones determinantes para dicha intervención:
1. La escasez del espectro de frecuencias, es decir, el hecho de que sea un bien que es, reiteradamente, declarado como recurso natural limitado;
2. La relación entre el uso de dicho recurso y el ejercicio de derechos como la libertad de expresión y el derecho a la información;
3. la disciplina internacional en la materia, a través de una serie de instrumentos normativos aprobados por diversos organismos internacionales (principalmente, la Unión Internacional de Telecomunicaciones), que determina que los Estados deban organizar el uso de las frecuencias radioeléctricas para cumplir con esa normativa;
4. La necesidad de asegurar que la utilización de las frecuencias radioeléctricas sea de tal modo que el uso por un sujeto no perjudique al que otro pudiera realizar.

En todo caso, la doctrina más autorizada ha señalado que la institución del dominio público no se ajusta a la naturaleza de este fenómeno. Así, características propias del demanio como la inembargabilidad o la inalienabilidad son difícilmente aplicables a las ondas hertzianas. Igualmente, ciertas técnicas tradicionales de defensa del demanio no encajan bien en este campo (así, el deslinde, la recuperación de oficio, la investigación o el desahucio) en la medida que han sido concebidas en relación con bienes inmuebles. Tampoco resulta fácil aplicar a este “bien” las medidas clásicas de salvaguardia de su integridad física.
Otro tanto puede decirse de los distintos usos del dominio público radioeléctrico:
1. Uso común: la utilización en aquellas bandas, sub-bandas, canales y frecuencias que se señalen en el Cuadro Nacional de Atribución de Frecuencias (CNAF) como de uso común.
2. Uso especial: la utilización de aquellas bandas, sub-bandas, canales y frecuencias que se señalen en el CNAF como de uso compartido, sin exclusión de terceros, no considerado como de uso común. Tendrán la consideración de uso especial del dominio público el del espectro radioeléctrico por radioaficionados y otros sin contenido económico, como los de banda ciudadana.
3. Uso privativo: Fundamentalmente la televisión.

La diferencia entre unos y otros tipos de usos se concreta en la nota de la exclusividad: el uso común general conlleva la obligación de soportar interferencias de otros usuarios, el uso común especial permite una tolerancia de emisiones de otros usuarios no excluyentes y el uso privativo comporta el derecho a no soportar interferencias y, en definitiva, a no compartir una frecuencia.